# Кретон, Лола
Лола Кретон (фр. Lola Créton; р. 16 декабря 1993) — французская киноактриса.

## Биография
Родители Лолы Кретон — театральные актёры, занимающиеся также дубляжом. Её дед был каталонцем. Впервые на кастинг Кретон пришла в девятилетнем возрасте. Впоследствии она вспоминала, что так разволновалась, что не смогла вымолвить ни слова, даже назвать своего имени. Актёрская профессия стала для Лолы своего рода терапией, которую психолог порекомендовал для борьбы с застенчивостью.
Свою первую роль Кретон сыграла в 2004 году в короткометражном фильме Imago, когда ей было десять лет. В 2007 году она дебютировала в большом кино, исполнив небольшую роль в триллере «Комната смерти». Затем Кретон снялась в детском приключенческом фильме «Сорванцы из Тимпельбаха», вышедшем на экраны в 2008 году. Первую главную роль в своей карьере актриса исполнила в фильме Катрин Брейя «Синяя борода» в 2009 году. Эта роль позволила юной актрисе заявить о себе.
Режиссёр Миа Хансен-Лёве, увидевшая игру Кретон в «Синей бороде», выбрала её на главную роль в своём новом фильме — «Первая любовь», который вышел на экраны в 2011 году. За роль в этом фильме Кретон была включена в список из шестнадцати самых многообещающих актрис года, составленный комитетом французской Академии искусств и технологий кинематографа, однако номинацию на премию «Сезар» самой многообещающей актрисе не получила.
Следующей большой работой для Кретон стала главная роль в драматической ленте Оливье Ассаяса «Что-то в воздухе». Фильм претендовал на «Золотого льва» Венецианского кинофестиваля в 2012 году. За эту роль Кретон вновь была названа в числе самых многообещающих актрис года и вновь не была номинирована на «Сезар».

## Фильмография
| Год  |     | Русское название        | Оригинальное название       | Роль           |
| ---- | --- | ----------------------- | --------------------------- | -------------- |
| 2004 | кор |                         | Imago                       |                |
| 2007 | ф   | Комната смерти          | La chambre des morts        | Элеонора       |
| 2008 | ф   | Сорванцы из Тимпельбаха | Les enfants de Timpelbach   | Мирей Штеттнер |
| 2009 | тф  | Синяя борода            | Barbe bleue                 | Мария-Катерина |
| 2011 | ф   | Цветущий Ирис           | En ville                    | Ирис           |
| 2011 | ф   | Первая любовь           | Un amour de jeunesse        | Камилла        |
| 2012 | ф   | Что-то в воздухе        | Après mai                   | Кристина       |
| 2012 | с   | Холлиокс поздней ночью  | Hollyoaks Later             | Лола           |
| 2013 | ф   | Славные ублюдки         | Les salauds                 | Жюстина        |
| 2014 | ф   | Пропавшая зимой         | Disparue en hiver           | Лаура          |
| 2015 | тф  | Двое                    | Deux                        | Марианна       |
| 2016 | ф   |                         | Corniche Kennedy            | Лола           |
| 2016 | ф   |                         | Les ronds-points de l'hiver | Alice          |